# Horst (Kröpelin)
Horst ist ein Ortsteil der Stadt Kröpelin im Landkreis Rostock in Mecklenburg-Vorpommern.

## Geografie und Verkehrsanbindung
Horst liegt nordwestlich des Kernortes Kröpelin. Unweit südlich verläuft die Landesstraße L 122 und weiter entfernt südlich die B 105. Östlich liegt der Diedrichshagener Berg, mit 129,8 m ü. NHN  die höchste Erhebung im bewaldeten Höhenzug Kühlung.